# Cyaniris ussuna
Cyaniris ussuna is een vlinder uit de familie van de Lycaenidae. De wetenschappelijke naam van de soort is voor het eerst geldig gepubliceerd door Gr.-Gr..